# Anders Holmberg (fotbollsspelare)
Anders Lars "Puma" Holmberg, född 3 februari 1976, är en svensk före detta fotbollsmålvakt, mest känd för sin tid i Göteborgsklubben Gais, som han representerade 1999–2004 och 2006.
Holmbergs moderklubb är Mölnlycke IF, och han tillhörde även Örgryte IS innan han värvades till Gais 1999. Han gjorde 155 matcher för klubben mellan 1999 och 2004, och bidrog i högsta grad till att Gais gick upp i Allsvenskan till säsongen 2000. Säsongen 2000 utsågs han till "Årets makrill".
År 2005 gick Holmberg till Västra Frölunda IF, där han blev andremålvakt bakom Joakim Olsson. 2006 återvände han en kort vända till Gais som tredjemålvakt efter att Conny Månsson blivit skadad, men han spelade aldrig några tävlingsmatcher för Gais det året.